# Campeonato Argentino Juvenil 1977
El Campeonato Argentino Juvenil de 1977 fue la sexta edición del torneo para seleccionados juveniles de las uniones regionales afiliadas a la Unión Argentina de Rugby. Se llevó a cabo entre el 18 de junio y el 24 de julio de 1977.
Las fases finales fueron organizadas por primera vez por la Unión de Rugby de Salta, la cual anteriormente solamente había actuado como subsede durante los campeonatos juveniles en 1975 y de mayores en 1976.
Los equipos de Buenos Aires y la Unión de Rugby de Tucumán repitieron la final de la edición anterior, con el equipo de la Unión Argentina de Rugby imponiéndose nuevamente y consiguiendo su quinto título de forma consecutiva.

## Equipos participantes
Participaron de esta edición quince equipos: catorce uniones provinciales y la Unión Argentina de Rugby, representada por el equipo de Buenos Aires. 
| Equipo        | Unión                                                |
| ------------- | ---------------------------------------------------- |
| Alto Valle    | Unión de Rugby del Alto Valle de Río Negro y Neuquén |
| Austral       | Unión de Rugby Austral                               |
| Buenos Aires  | Unión Argentina de Rugby                             |
| Chubut        | Unión de Rugby del Valle del Chubut                  |
| Córdoba       | Unión Cordobesa de Rugby                             |
| Cuyo          | Unión de Rugby de Cuyo                               |
| Jujuy         | Unión Jujeña de Rugby                                |
| Mar del Plata | Unión de Rugby de Mar del Plata                      |
| Nordeste      | Unión de Rugby del Nordeste                          |
| Rosario       | Unión de Rugby de Rosario                            |
| Salta         | Unión de Rugby de Salta                              |
| San Juan      | Unión Sanjuanina de Rugby                            |
| Santa Fe      | Unión Santafesina de Rugby                           |
| Sur           | Unión de Rugby del Sur                               |
| Tucumán       | Unión de Rugby de Tucumán                            |

La Unión Tandilense de Rugby fue la única unión regional que no participó del torneo.

## Primera fase

### Zona 1
La Unión Sanjuanina de Rugby fue sede de la Zona 1.
|  | Semifinales | Semifinales | Semifinales |      |         | Final       | Final       | Final       |  |
|  | 16 de julio | 16 de julio | 16 de julio |      |         | 17 de julio | 17 de julio | 17 de julio |  |
|  |             |             |             |      |         |             |             |             |  |
|  |             |             |             |      |         |             |             |             |  |
|  | San Juan    | San Juan    | 0           |      |         |             |             |             |  |
|  | San Juan    | San Juan    | 0           |      |         |             |             |             |  |
|  | Córdoba     | Córdoba     | 38          |      |         |             |             |             |  |
|  | Córdoba     | Córdoba     | 38          |      | Córdoba | Córdoba     | 3           |             |  |
|  |             |             |             |      | Córdoba | Córdoba     | 3           |             |  |
|  |             |             | Cuyo        | Cuyo | 6       |             |             |             |  |
|  | Cuyo        | Cuyo        | Cuyo        | Cuyo | 6       | 33          |             |             |  |
|  | Cuyo        | Cuyo        |             |      |         | 33          |             |             |  |
|  | Alto Valle  | Alto Valle  | 6           |      |         |             |             |             |  |
|  | Alto Valle  | Alto Valle  | 6           |      |         |             |             |             |  |
|  |             |             |             |      |         |             |             |             |  |

### Zona 2
La Unión de Rugby del Valle del Chubut fue sede de la Zona 2.
|  | Semifinales  | Semifinales  | Semifinales  |              |        | Final       | Final       | Final       |  |
|  | 16 de julio  | 16 de julio  | 16 de julio  |              |        | 17 de julio | 17 de julio | 17 de julio |  |
|  |              |              |              |              |        |             |             |             |  |
|  |              |              |              |              |        |             |             |             |  |
|  | Chubut       | Chubut       | G.P.         |              |        |             |             |             |  |
|  | Chubut       | Chubut       | G.P.         |              |        |             |             |             |  |
|  | Sur          | Sur          | P.P          |              |        |             |             |             |  |
|  | Sur          | Sur          | P.P          |              | Chubut | Chubut      | 12          |             |  |
|  |              |              |              |              | Chubut | Chubut      | 12          |             |  |
|  |              |              | Buenos Aires | Buenos Aires | 52     |             |             |             |  |
|  | Buenos Aires | Buenos Aires | Buenos Aires | Buenos Aires | 52     | 106         |             |             |  |
|  | Buenos Aires | Buenos Aires |              |              |        | 106         |             |             |  |
|  | Austral      | Austral      | 0            |              |        |             |             |             |  |
|  | Austral      | Austral      | 0            |              |        |             |             |             |  |
|  |              |              |              |              |        |             |             |             |  |

### Zona 3
La Unión Jujeña de Rugby fue sede de la Zona 3.
|  | Semifinales | Semifinales | Semifinales |       |         | Final       | Final       | Final       |  |
|  | 19 de junio | 19 de junio | 19 de junio |       |         | 20 de junio | 20 de junio | 20 de junio |  |
|  |             |             |             |       |         |             |             |             |  |
|  |             |             |             |       |         |             |             |             |  |
|  | Tucumán     | Tucumán     | 26          |       |         |             |             |             |  |
|  | Tucumán     | Tucumán     | 26          |       |         |             |             |             |  |
|  | Nordeste    | Nordeste    | 0           |       |         |             |             |             |  |
|  | Nordeste    | Nordeste    | 0           |       | Tucumán | Tucumán     | 59          |             |  |
|  |             |             |             |       | Tucumán | Tucumán     | 59          |             |  |
|  |             |             | Jujuy       | Jujuy | 6       |             |             |             |  |
|  |             |             | Jujuy       | Jujuy | 6       |             |             |             |  |
|  |             |             |             |       |         |             |             |             |  |
|  |             |             |             |       |         |             |             |             |  |
|  |             |             |             |       |         |             |             |             |  |
|  |             |             |             |       |         |             |             |             |  |

### Zona 4
La Unión Santafesina de Rugby fue sede de la Zona 4.
|  | Semifinales   | Semifinales   | Semifinales |          |               | Final         | Final       | Final       |  |
|  | 18 de junio   | 18 de junio   | 18 de junio |          |               | 19 de junio   | 19 de junio | 19 de junio |  |
|  |               |               |             |          |               |               |             |             |  |
|  |               |               |             |          |               |               |             |             |  |
|  | Mar del Plata | Mar del Plata | 12          |          |               |               |             |             |  |
|  | Mar del Plata | Mar del Plata | 12          |          |               |               |             |             |  |
|  | Rosario       | Rosario       | 6           |          |               |               |             |             |  |
|  | Rosario       | Rosario       | 6           |          | Mar del Plata | Mar del Plata | 6           |             |  |
|  |               |               |             |          | Mar del Plata | Mar del Plata | 6           |             |  |
|  |               |               | Santa Fe    | Santa Fe | 28            |               |             |             |  |
|  |               |               | Santa Fe    | Santa Fe | 28            |               |             |             |  |
|  |               |               |             |          |               |               |             |             |  |
|  |               |               |             |          |               |               |             |             |  |
|  |               |               |             |          |               |               |             |             |  |
|  |               |               |             |          |               |               |             |             |  |

## Cuarto de final
El encuentro interzonal clasificatorio para las semifinales del torneo se disputó entre la Unión de Rugby de Tucumán y la Unión Santafesina de Rugby, ganadoras de las zonas 3 y 4.
| 9 de julio | Tucumán | 7 - 4 | Santa Fe | Tucumán, |  |

## Fase final
La Unión de Rugby de Salta clasificó directamente a semifinales por ser sede las fases finales.
|  | Semifinales  | Semifinales  | Semifinales |         |              | Final        | Final        | Final        |  |
|  | 23 de julio  | 23 de julio  | 23 de julio |         |              | 24 de julio  | 24 de julio  | 24 de julio  |  |
|  |              |              |             |         |              |              |              |              |  |
|  |              |              |             |         |              |              |              |              |  |
|  | Cuyo         | Cuyo         | 6           |         |              |              |              |              |  |
|  | Cuyo         | Cuyo         | 6           |         |              |              |              |              |  |
|  | Buenos Aires | Buenos Aires | 46          |         |              |              |              |              |  |
|  | Buenos Aires | Buenos Aires | 46          |         | Buenos Aires | Buenos Aires | 17           |              |  |
|  |              |              |             |         | Buenos Aires | Buenos Aires | 17           |              |  |
|  |              |              | Tucumán     | Tucumán | 7            |              |              |              |  |
|  | Tucumán      | Tucumán      | Tucumán     | Tucumán | 7            | 28           |              |              |  |
|  | Tucumán      | Tucumán      |             |         |              | 28           |              |              |  |
|  | Salta        | Salta        | 10          |         |              | Tercer lugar | Tercer lugar | Tercer lugar |  |
|  | Salta        | Salta        | 10          |         |              | Tercer lugar | Tercer lugar | Tercer lugar |  |
|  |              |              |             |         |              |              |              |              |  |
|  |              |              |             |         |              | Cuyo         | Cuyo         | 50           |  |
|  |              |              |             |         |              | Cuyo         | Cuyo         | 50           |  |
|  |              |              |             |         |              | Salta        | Salta        | 7            |  |
|  |              |              |             |         |              | Salta        | Salta        | 7            |  |
|  |              |              |             |         |              |              |              |              |  |

|                      |
| Buenos Aires Campeón |
| Quinto título        |